# Лужицы (Пуховичский район)
Лужицы (бел. Лужыцы) — бывшая деревня (урочище) на территории Туринского сельсовета Пуховичского района Минской области. Уничтожена немецко-фашистскими захватчиками 8 марта 1942 года вместе с 8 жителями.

## География
Располагалась в 3,25 км к северо-северо-западу от деревни Избище, в 3 км (по прямой) от автодороги P-59 Червень—Марьина Горка.
Название Лужицы произошло в связи с особенностями местного ландшафта

## История
Согласно переписи населения Российской Империи 1897 года упоминается как урочище, где был 1 двор, проживали 7 человек. После установления советской власти населённый пункт включён в Ананичский сельсовет. Согласно переписи населения СССР 1926 года деревня, где было 9 дворов, проживали 45 жителей. Перед войной деревня Лужицы насчитывала 10 домов и 50 жителей, в полутора километрах к юго-западу[уточнить] от неё располагался хутор Щитковских (Щитковщина), насчитывавший 4 двора. Большинство семей были многодетными. Среди жителей деревни были как православные, так и католики (например, семья Тумилович).

### Уничтожение деревни
Во время Великой Отечественной войны в глухих на границе Червенского и Пуховичского районов развернулась активная партизанская деятельность. Кроме того, партизаны также осуществляли подрывную деятельность на железнодорожной ветке Минск—Гомель. Жители Лужиц оказывали партизанам активную помощь. В начале марта немцы захватили несколько населённых пунктов в окрестностях деревни Клинок, где базировался штаб партизанского отряда. 5 марта с целью выбить партизан из лесного массива фашисты начали авиационную бомбардировку крупного лесного массива вблизи Клинка, на следующий день началось наступление пехоты. 7 марта произошёл прорыв. В этот же день немцы посетили Лужицы и взяли проводником местного парня Яся (Ивана) Тумиловича, заставляя отвести их в район Клинка, где в это время шёл ожесточённый бой. Однако они попали в партизанскую засаду и вынуждены были повернуть обратно. Ночью фашисты вновь приблизились к Лужицам и расставили по всему полю вокруг деревни пулемёты. Решение об уничтожении деревни в качестве карательной акции принимал оберфюрер СС Оскар Дирлевангер. Непосредственно ей руководил штурмфюрер украинского специального карательного батальона СС Ростислав Муравьёв, бывший лейтенант Красной Армии. Немецко-фашистские захватчики врывались в дома и выводили оттуда всех мужчин, жестоко пытали жителей деревни, пытаясь узнать, где прячутся партизаны. Ивана Карповича Карнейчика — председателя сельсовета — в деревне не оказалось: он находился в соседней деревне по заданию партизан. Фашисты стали пытать его жену, угрожая ей и всей семье казнью, если муж не вернётся. Пыткам подвергся и его брат, кузнец Антон. Но вскоре председатель вернулся. После длительных издевательств, длившихся всю ночь, 8 марта 1942 года Ивана Карнейчика повесили на липе. Затем были повешены ещё двое местных жителей, после чего оставшихся пятерых мужчин повели в заросли кустарника на окраину деревни, где расстреляли. Один из них, Иосиф Тумилович, безуспешно пытался бежать. Из мужского населения деревни выжил только отправленный в обоз Ясь Тумилович, которому удалось сбежать и вступить в ряды Красной Армии. Но до конца войны он не дожил. В планы немцев входило уничтожение всех жителей деревни. После казни мужчин все дома были сожжены, а женщин и детей оставили без верхней одежды на морозе, надеясь, что они замёрзнут заживо. Однако на помощь им пришли жители соседних деревень, и всех их удалось спасти. Вскоре после сожжения Лужиц немцы уничтожили и близлежащий хутор Щитковщина, однако его жители, узнав о расправе в Лужицах, успели скрыться.

## Память
После войны в память об убитых немецко-фашистскими захватчиками жителях деревни Лужица на её месте был поставлен небольшой памятник-обелиск.